# Roberto Cavalli

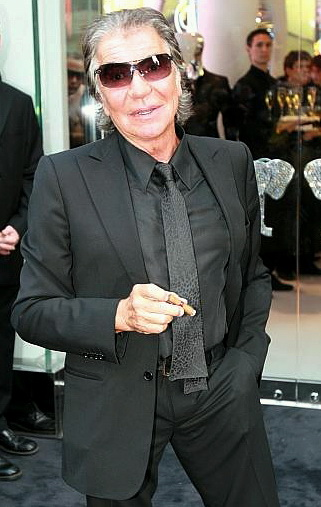
Roberto Cavalli

Roberto Cavalli (* 15. November 1940 in Florenz; † 12. April 2024 ebenda) war ein italienischer Modeschöpfer und Designer. Das 1970 von ihm gegründete gleichnamige Modeunternehmen wurde im März 2015 zu einem Großteil von der florentinischen Beteiligungsgesellschaft Clessidra Capital Partners übernommen.

## Werdegang
Roberto Cavallis Vater wurde am 4. Juli 1944 zusammen mit 72 anderen Männern beim Massaker von Cavriglia von Soldaten der deutschen Wehrmacht, Division Hermann Göring, nach Anschlägen der italienischen Resistenza erschossen. Cavalli wuchs in einer künstlerisch geprägten Umgebung auf; sein Großvater mütterlicherseits, Giuseppe Rossi, war ein bekannter Maler, der der Richtung „Macchiaioli“ angehörte und dessen Bilder in den Uffizien hängen.
Bereits in Cavallis Kindheit wurde die gesellige, fantasievolle und originelle Seite seines Charakters deutlich und so begann er früh, sich für die Beziehung zwischen Mode und Malerei zu interessieren. 1957 schrieb er sich an der Akademie der Schönen Künste in Florenz ein. In seiner eigenen Druckerei betrieb er Materialstudien und experimentierte mit neuen Techniken. Sein Forschungsdrang führte schließlich dazu, dass er in den 1960er Jahren das Patent für ein revolutionäres Druckverfahren auf Leder anmeldete, damit Entwürfe für andere Designer wie Krizia oder Mario Valentino erarbeitete und schließlich eine kleine Boutique in Saint-Tropez eröffnete, wo er seine eigenen Kreationen u. a. prominenten Kundinnen wie Brigitte Bardot zum Verkauf anbot. In den 1970er Jahren kreierte Cavalli mit Hilfe dieser Technik seine ersten Patchworkarbeiten, die in der Zeit der Hippie-Mode gut ankamen und bis heute als Klassiker gelten.

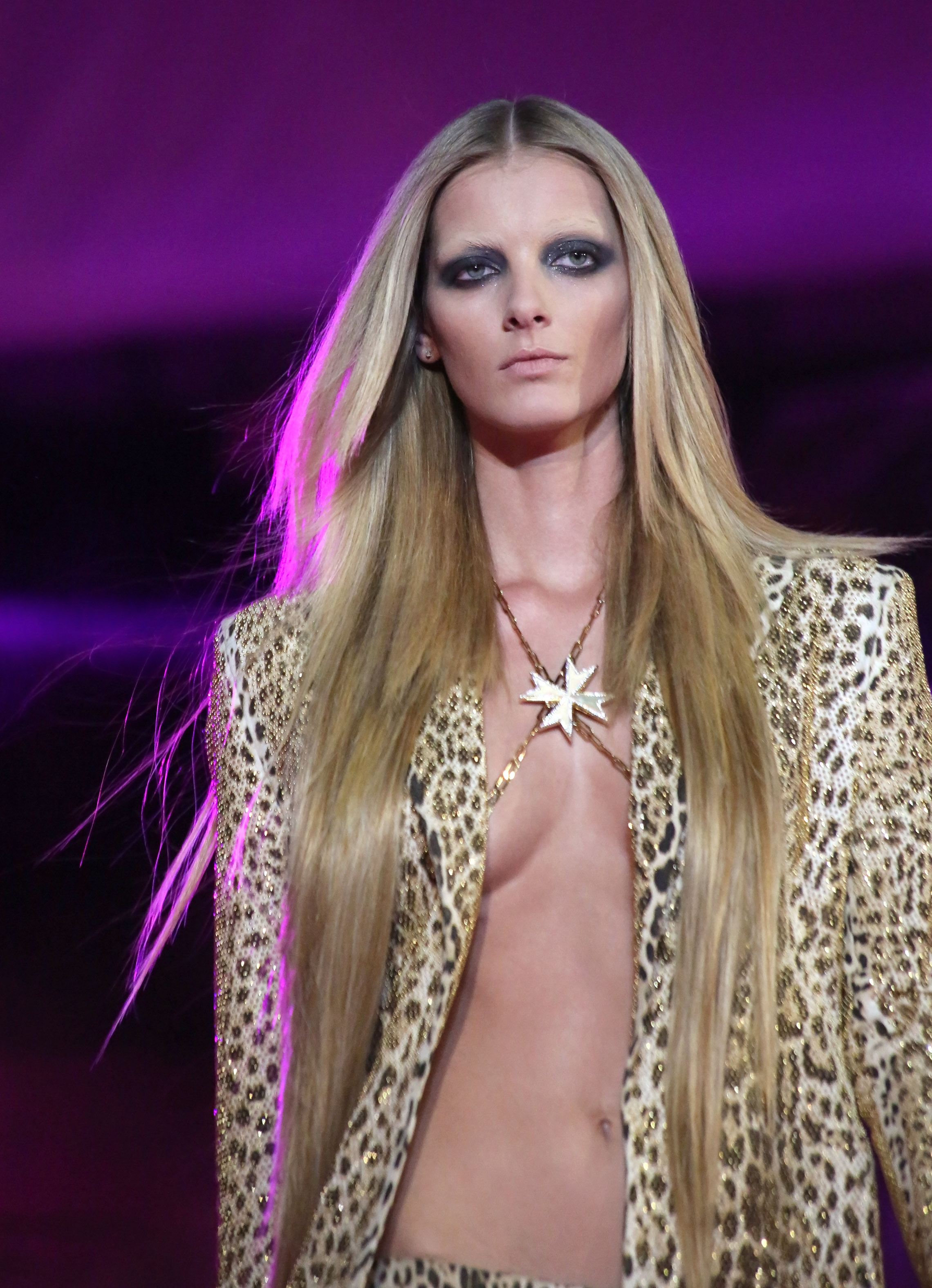
Anja Rubik, Cavalli-Modenschau am Life Ball 2013

Sein Unternehmen, Roberto Cavalli SpA, gründete er 1970 und zeigte seine Entwürfe zunächst in Paris. Mit der Präsentation seiner Mode im historischen Sala Bianca im Palazzo Pitti in Florenz begann 1972 seine Karriere. Cavalli galt schon bald als einer der innovativsten Designer der Gegenwart. Sein unverwechselbarer Stil, der sich unter anderem durch farbenfrohe Materialien, gewagte Abendkleider, den Einsatz von behandeltem Leder und sogenannte Animal Prints (Stoffdrucke in Tierfell-Optik, bspw. im Leoparden- oder Zebra-Muster) auszeichnet, und seine Kreativität machen ihn zum Trendsetter. Kritiker der Cavalli-Mode, denen auch der großzügige Einsatz von echten Pelzen missfiel, bezeichneten die Kreationen dagegen bisweilen als geradezu vulgär. Nach einer Blütezeit Mitte der 1970er Jahre und weniger erfolgreichen Jahren in den 1980ern, als eine minimalistische Mode immer mehr im Trend lag, wurde Cavalli spätestens in den 1990er Jahren, u. a. mit üppig verzierten Jeans-Modellen aus seiner Cavalli Jeans Linie, wieder zum Liebling des internationalen Jet Set, da viele Sänger und Schauspieler wie Jennifer Lopez, Madonna, Britney Spears, Victoria Beckham oder auch Elton John seine Kreationen trugen. Ähnlich wie bei der Familie Versace trug der exzentrisch-ausschweifende Lebensstil Cavallis zum Marken-Image seines Unternehmens bei. Seine Mode präsentierte der gebürtige Florentiner erst ab 1994 bei den international bedeutsamen Mailänder Modewochen.

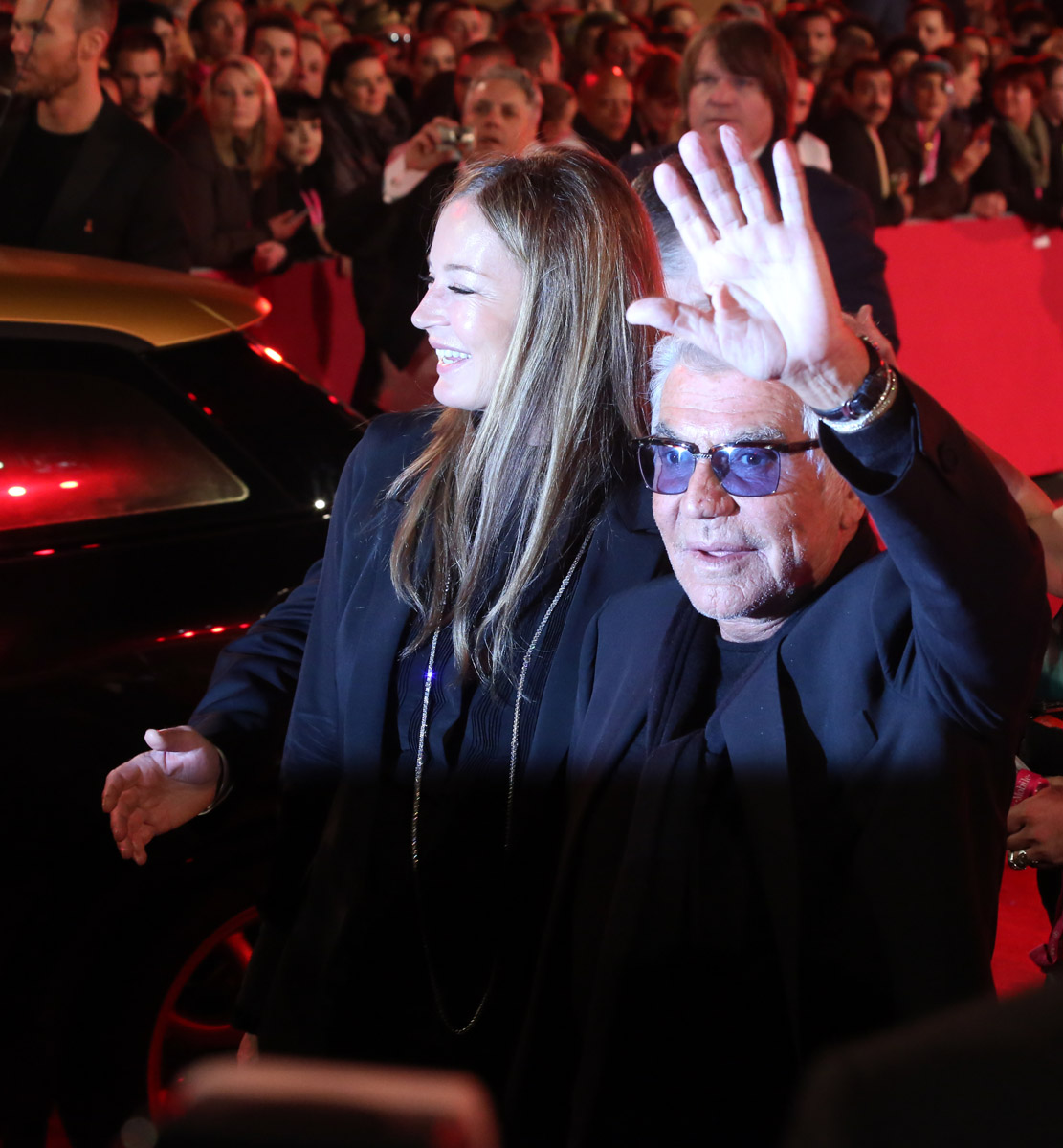
Roberto und Eva Cavalli (Life Ball 2013)

1964 heiratete Cavalli Silvanella Giannoni, mit der er zwei Kinder hatte und von der er sich 1974 scheiden ließ. Seine zweite Ehefrau Eva Düringer (* 1959), eine ehemalige Miss Austria, traf er 1977 bei einem Miss Universe Wettbewerb in der Dominikanischen Republik, an dem sie als Kandidatin und er als Juror teilnahm, und heiratete sie 1980. Mit ihr hatte er drei Kinder.

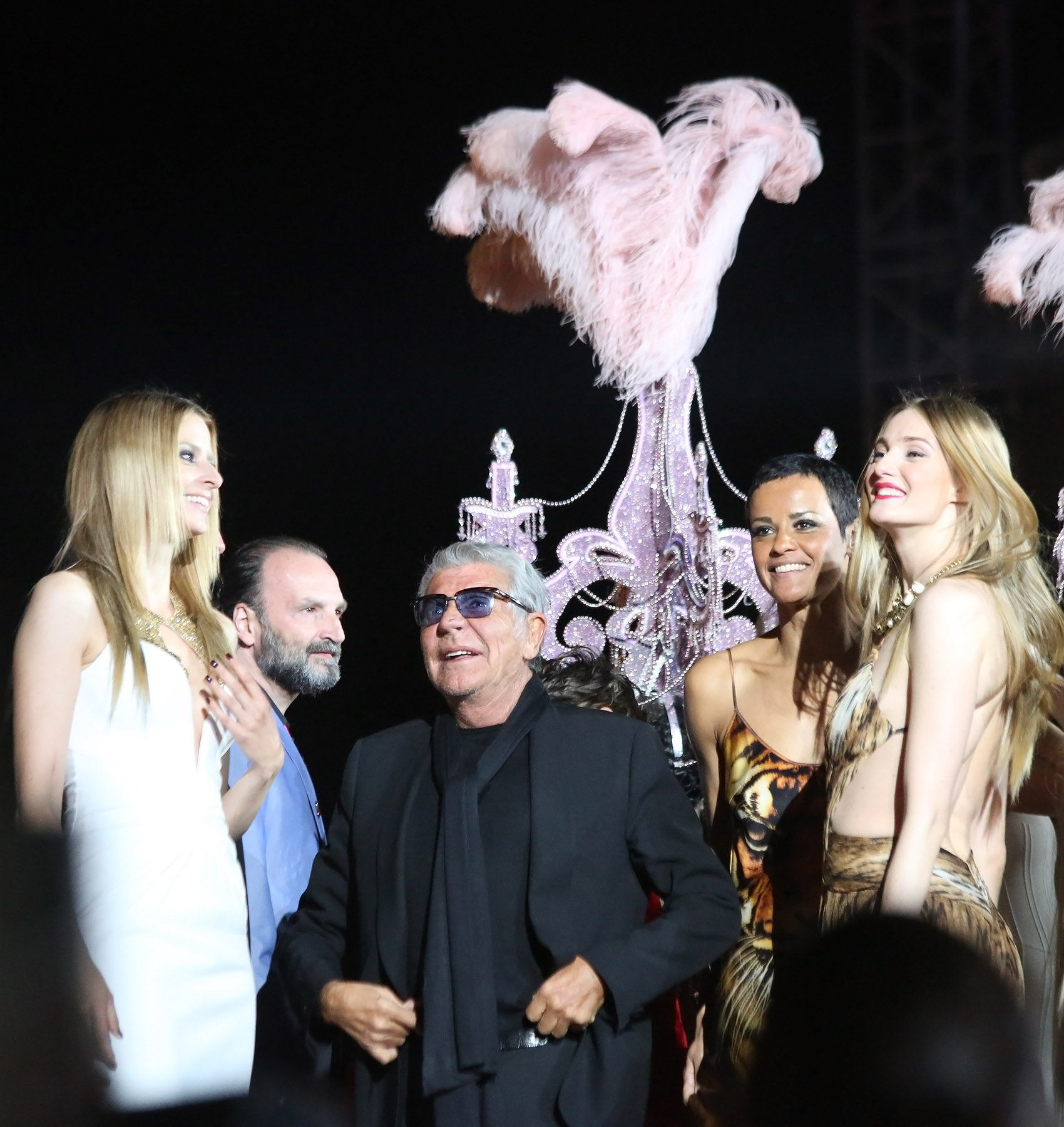
Roberto Cavalli mit Eva Padberg, Nadège du Bospertus und Eva Riccobono (Life Ball 2013)

Das erste US-amerikanische Cavalli-Geschäft öffnete 1999 auf der Madison Avenue in New York City seine Türen. Ebenso 1999 fand die erste Modenschau für die Herrenkollektion roberto cavalli in Mailand statt, nachdem Mitte der 1970er Jahre bereits eine kurzlebige Herren-Linie von Cavalli existiert hatte. Im Jahr 2000 wurde das Sortiment stark erweitert. Es kamen Unterwäsche, Armbanduhren, Brillen sowie die Kinder-Kollektionen Angels und Devils hinzu. 2001 wurde die Zweitlinie justcavalli als Nachfolgerin für Cavalli Jeans ins Leben gerufen. Die Brückenkollektion CLASS roberto cavalli wurde lanciert. Im Jahr 2001 war Cavalli zudem für die Modenschau während des Life Ball in Wien verantwortlich, der größten Benefizveranstaltung gegen AIDS in Europa. Das erste eigene Parfüm für Damen, Cavalli by Roberto Cavalli, erschien 2002, seither gab es auch für Herren zahlreiche Nachfolger. Im Jahr 2007 kreierte er die Bühnenoutfits der Spice Girls für ihre Comeback-Tour. Außerdem entwarf er 2007 unter dem Namen „roberto cavalli @ H&M“ 45 Kleidungsstücke für Damen und Herren für eine niedrigpreisige Kollektion für das schwedische Modehaus H&M. 2008 wurde die roberto cavalli Newborn Kollektion für Kleinkinder aufgelegt. Der Onlineshop des Unternehmens wurde 2009 in Betrieb genommen. 2010 feierte die Marke roberto cavalli ihr 40-jähriges Bestehen. Im März 2015 ernannte Cavalli den ehemaligen Gaultier-, Lacroix- und Pucci-Designer, Peter Dundas, der von 2002 bis 2005 schon für Cavalli gearbeitet hatte, zum Kreativchef aller Cavalli-Kollektionen. Im Frühjahr 2015 hatte Cavalli einen 90%igen Anteil an seinem Unternehmen an den florentinischen Fonds Clessidra verkauft und 10 % selbst behalten.
Für die Labels roberto cavalli, justcavalli und CLASS roberto cavalli bestehen weltweit jeweils vom Unternehmen eigens betriebene oder an Franchisenehmer vergebene Ladengeschäfte und Outlets, bspw. ein roberto cavalli Outlet in Ingolstadt Village. Anfang 2013 existierten weltweit 94 roberto cavalli (Hauptkollektion) Geschäfte, von denen das Unternehmen 40 in Eigenregie betrieb. Daneben gab es weltweit 38 Läden des Labels justcavalli und 27 der Linie CLASS roberto cavalli sowie neun Geschäfte eigens für die Kindermode. Außerdem werden die Kollektionen weltweit im gehobenen Einzelhandel angeboten. Der Umsatz des Unternehmens belief sich für das Geschäftsjahr 2012 auf 185 Mio. Euro, bei einem Reingewinn im Jahr 2010 von 5,7 Mio. Euro.
Cavalli gehörte seit 2001 auch das Caffè Giacosa in Florenz. Robertos Sohn, Tommaso Cavalli (* 1968), betreibt unter der Marke Tenuta Degli Dei seit Anfang der 2000er Jahre das Familien-Weingut in der Toskana und vertreibt auch den Wodka, den sein Vater 2005 unter dem Namen roberto cavalli Vodka lancierte. In Florenz, Ibiza und in Dubai (im dortigen Fairmont Hotel) gibt es je einen cavalli club mit Restaurant, Bar und Lounge. In Mailand besteht mit justcavalli Hollywood eine Restaurant-Lounge. Weitere von Cavalli ausgestattete Clubs und Restaurants sind in Planung. 2008 entwarf Roberto Cavalli ein Flaschen-Design für Coca-Cola in Tierfell-Optik.
Ein Jahr vor seinem Tod wurde ihm ein weiteres Kind geboren, dieses Mal von dem schwedischen Model Sandra Nilsson.

## Kollektionen

Das Logo des Unternehmens roberto cavalli

- roberto cavalli – hochpreisige Hauptkollektion mit Bekleidung und Accessoires für Damen und Herren; die Lizenz für die Herrenmode ist an Gibò SpA vergeben
- justcavalli – Zweitlinie mit leger-jugendlicher Freizeitmode für Damen und Herren mit Schwerpunkt Denim; Nachfolge-Linie für Cavalli Jeans; Lizenz vergeben an Staff International SpA (vormals an Ittierre SpA)
- CLASS roberto cavalli – modisch-elegante Brückenlinie für Damen und Herren; Lizenz vergeben an Dressing SpA (vormals an Albisetti SpA)
- roberto cavalli Angels und roberto cavalli Devils – Kinderkollektion jeweils für Mädchen (Angels) und Jungen (Devils); Lizenz vergeben an Simonetta SpA
- roberto cavalli home – Heim-Accessoires und Einrichtungsgegenstände; Lizenzen vergeben an verschiedene Hersteller in Italien
- roberto cavalli parfum – Parfüm für Damen und Herren; die Lizenz liegt seit 2012 bei Coty Prestige (vormals ICR-ITF)

## Auszeichnungen
- 2006: Bambi

## Kritik
Im Jahre 2004 wurde Cavalli von der Hindu-Gemeinde scharf kritisiert, weil er für Harrods eine Unterwäschelinie entworfen hatte, auf der die Bilder von Hindu-Göttinnen zu sehen waren. Die Linie wurde zurückgezogen und formale Entschuldigungen ausgesprochen.
2014 beschuldigten ihn tausende Sufismus-Anhänger aus aller Welt, ein Emblem ihrer Sufi-Schule kopiert zu haben, und forderten ihn auf, das Emblem aus der „Just Cavalli“-Serie und der entsprechenden Werbung zu entfernen. Das Emblem wird als „Schlangenbiss“ und „Zeichen der Verführung“ genutzt.